# Уртекст
Уртекст (нем. Urtext) — издание музыкального произведения (преимущественно в области академической музыки), в задачи которого входит наиболее точное отражение первоначального композиторского замысла во всех его деталях — особенно в области темпов и фразировки. Для этого при подготовке уртекстового издания специалисты обращаются к авторской рукописи нотного текста, а также к иным источникам, максимально близким к композитору (записям его ассистентов, печатным нотным изданиям с пометами автора и т. д.).
Уртекстовое издание отличается от факсимильного (в котором неизбежно воспроизводятся и дефекты источника) и противостоит интерпретирующим редакциям позднейших по отношению к автору исследователей и исполнителей — в известные периоды истории музыки такие редакции, напротив, могли довольно далеко отходить от композиторского оригинала, вплоть до существенной корректировки и дополнения исходного музыкального материала (см., например, Чакона Витали). Подготовка уртекстового издания может представлять собой нетривиальную исследовательскую задачу: авторская запись композитора может быть небрежной или плохо сохранившейся, могут иметься несколько её вариантов с альтернативными решениями. К тому же ранние композиторы (по меньшей мере до начала XVIII века) и не имели в виду, что указания из их нотной записи будут выполняться с совершенной скрупулёзностью. Поэтому, как отмечает автор статьи «Уртекст» в Музыкальном словаре Гроува Стенли Бурман, уртекстовое издание, как и любое другое, остаётся явлением своего времени.